# Luna Park (Coney Island)
Il Luna Park di Coney Island è un parco di divertimento situato sulla penisola di Coney Island, nella parte meridionale di Brooklyn a New York. Il parco fu attivo dal 1903 al 1944. Il 29 maggio 2010 ha riaperto un parco con lo stesso nome nelle vicinanze del vecchio sito.

## Storia

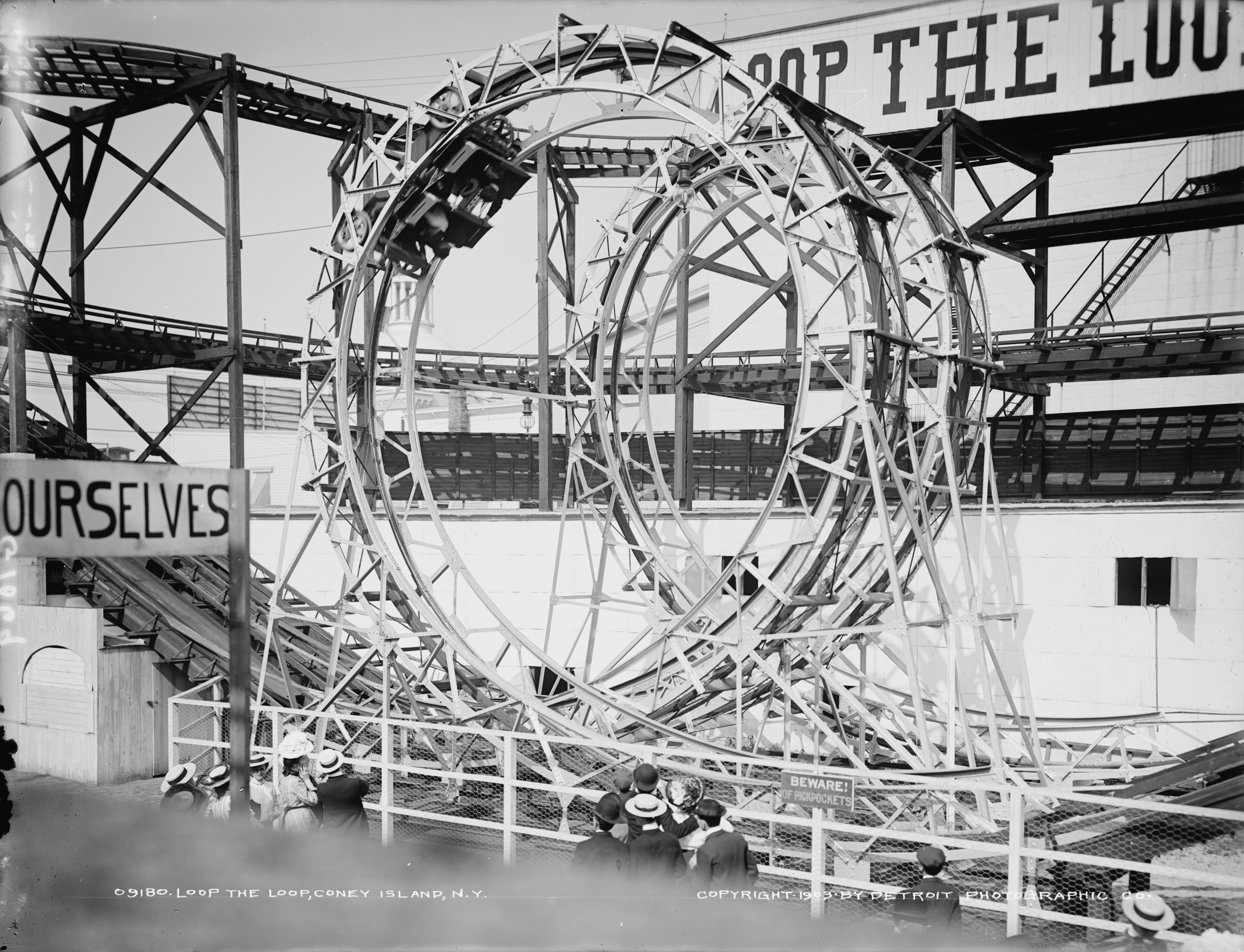
L'attrazione Loop-the-Loops nel 1903

### Prodromi
Frederic Thompson ed Elmer "Skip" Dundy, i fondatori di Luna Park, avevano nel 1901, in occasione dell'esposizione pan-americana di Buffalo, creato un'attrazione chiamata A trip to the moon (in italiano "Viaggio sulla Luna"). La navicella della giostra, su cui salivano i visitatori paganti, era chiamata Luna, traducendo in latino l'inglese Moon. Attraverso una navicella alata, il pubblico veniva trasportato in un viaggio immaginario sulla Luna. L'attrazione ebbe un successo eclatante di pubblico durante tutta la manifestazione, attirando l'attenzione sui due creatori.

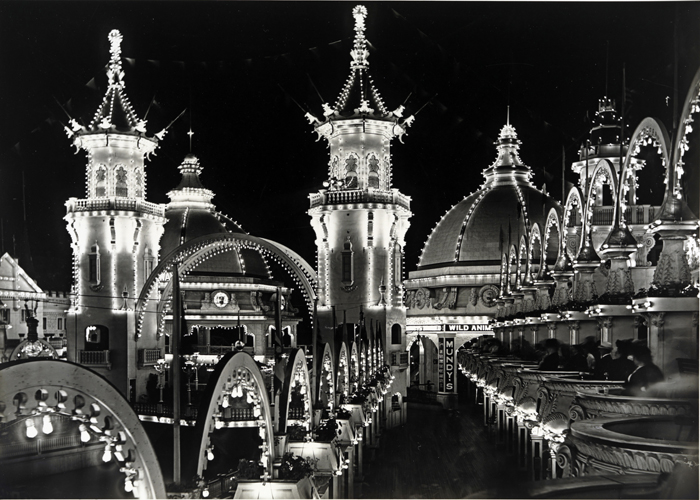
Il parco di notte nel 1906

Nel 1902, Harry George Tilyou, proprietario dello Steeplechase Park a Coney Island, invitò i due a trasferirsi per la stagione presso il suo parco divertimenti con la loro famosa attrazione.

### Nascita di Luna Park
I due soci, alla fine della stagione del 1902, ottennero l'affitto di lungo periodo dell'area occupata da un vecchio parco divertimenti, il Sea Lion Park, ricostruendolo e chiamandolo Luna Park. Quando decisero di dare un nome al parco di Coney Island, Elmer Dundy suggerì di chiamarlo come sua sorella Luna Dundy, che viveva a Des Moines ed è probabile che la coincidenza col nome della navicella favorì la scelta definitiva del nome "Luna".
Il parco divenne in poco tempo il secondo parco più grande di Coney Island. L'architettura era strabiliante e arricchita con più di un milione di lampade ad incandescenza, usate per delineare la struttura esterna degli edifici e di tutte le attrazioni (la luce elettrica era a quei tempi una novità ancora poco diffusa).
Numerose furono le attrazioni e le giostre installate all'interno del parco, costantemente cambiate dai due fondatori, come la giostra Twenty Thousand Leagues Under the Sea (in italiano: Ventimila leghe sotto i mari), che permetteva il viaggio immaginario in un sottomarino verso le regioni polari, sostituita nel 1905 da Dragon's Gorge, una ferrovia panoramica coperta. Vi erano anche spettacoli con animali selvatici, come elefanti addomesticati su cui compiere un breve tragitto. Uno di questi, Topsy, fu ucciso da una scossa elettrica mentre veniva usato da Thomas Edison in un esperimento filmato che l'inventore usò nella sua Guerra delle correnti.
Due incendi distrussero parzialmente il parco nel 1944 fermandone l'attività, ma un terzo incendio nel 1946 cancellò ogni ulteriore possibilità di rinascita del parco.

### La resurrezione di Luna Park

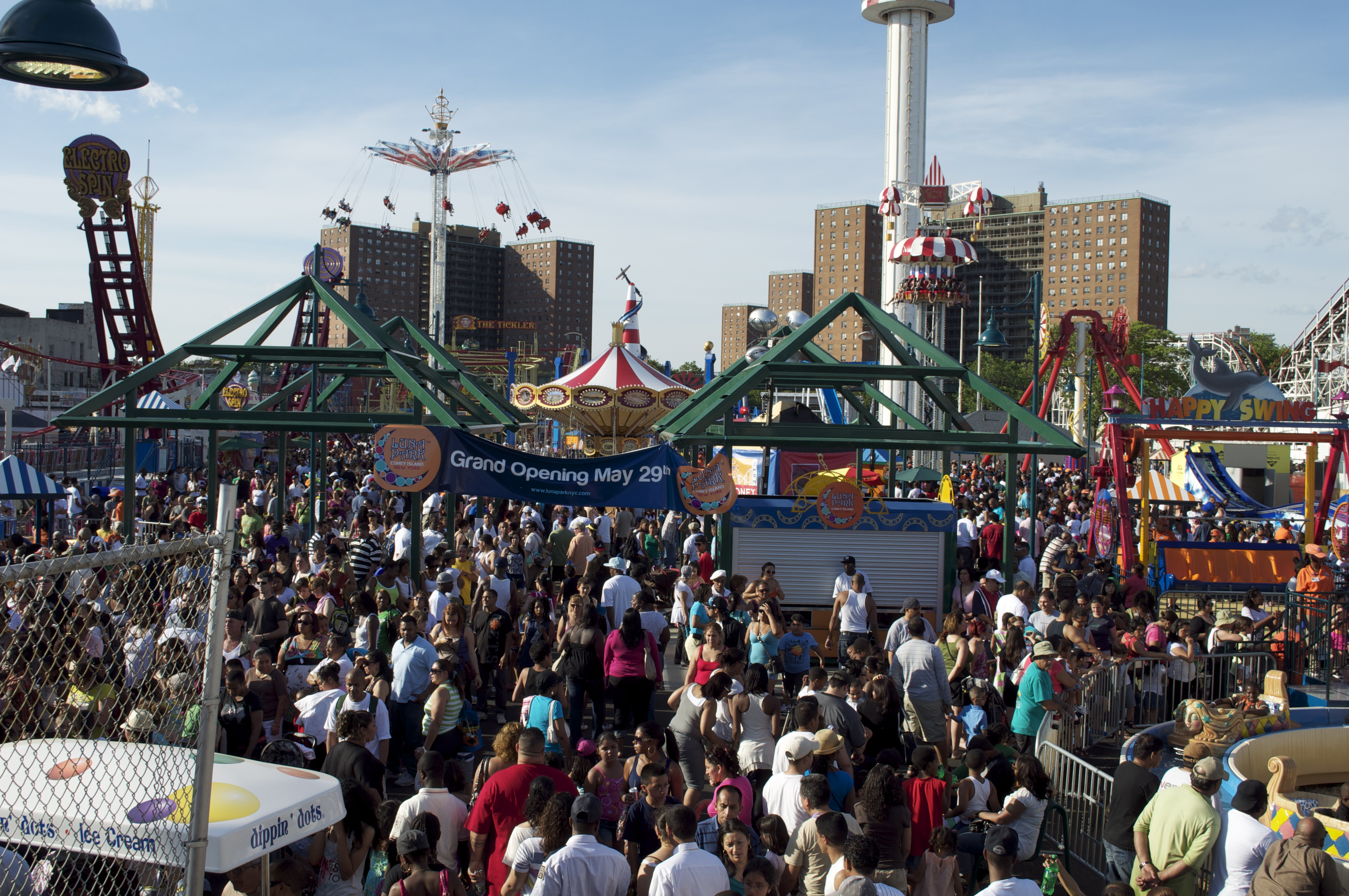
Il nuovo parco il 29 maggio 2010, giorno dell'inaugurazione

Nel 2005, la Coney Island Development Corporation propose il "Coney Island Revitalization Plan", un vasto piano edilizio di recupero di vaste aree della penisola di Coney Island che, oltre a 5.000 unità residenziali ed aree commerciali, prevedeva la "resurrezione" di Luna Park.
Nel 2010 Luna Park è stato riaperto. L'ingresso è stato ripreso dal modello originale, ma l'area su cui sorge è quella dell'ex parco di Astroland, che aveva cessato l'attività nella stagione 2008.
Quella di Luna Park è attualmente l'unica area divertimenti su Coney Island in cui le attrazioni non si pagano in dollari, ma tramite un sistema che prevede "Luna Cards" e crediti ("Luna Credits").
Le attrazioni presenti attualmente sono 19 e sono state tutte progettate, prodotte e fornite dall'italiana Zamperla di Vicenza.

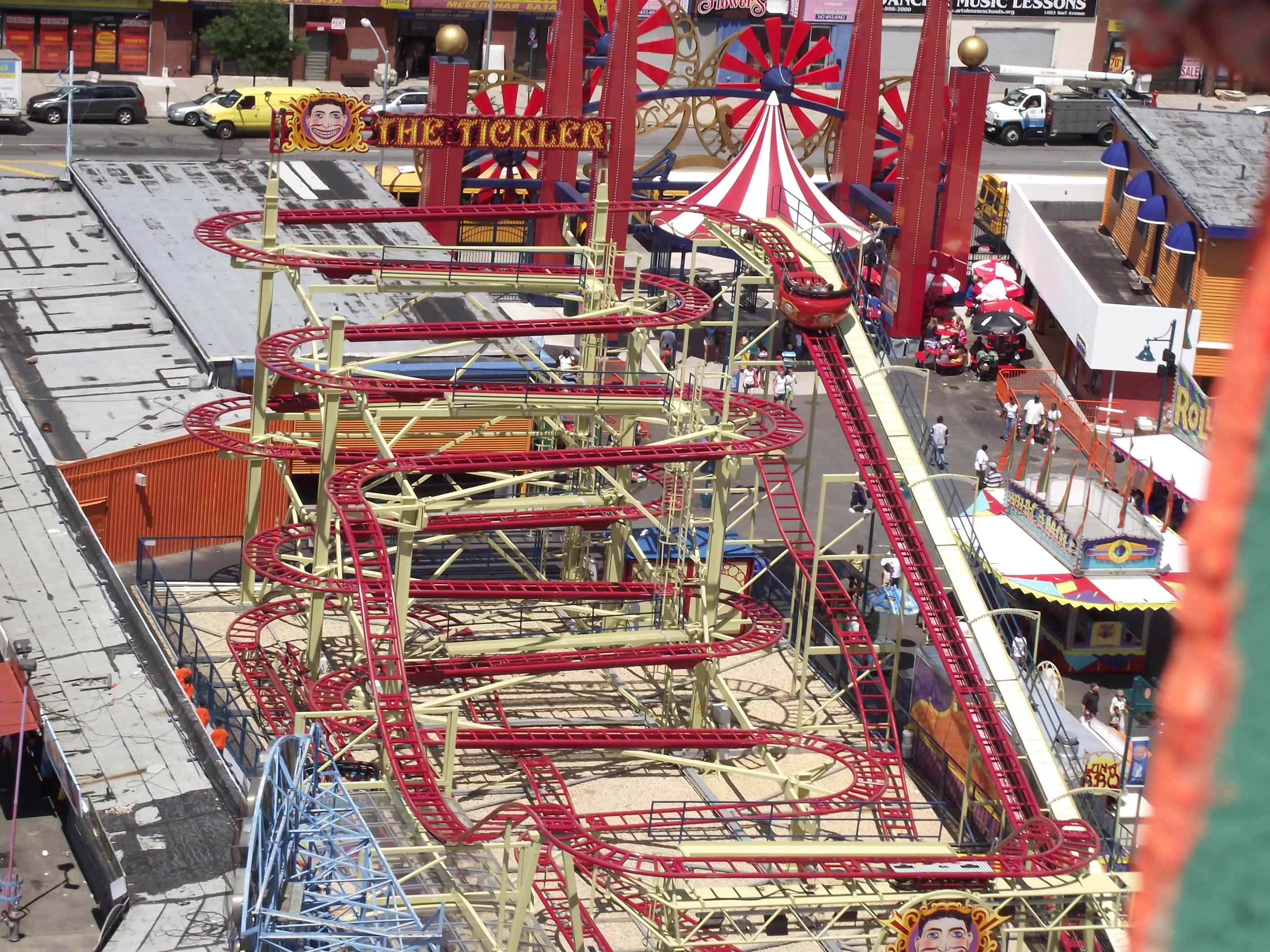
Tickler
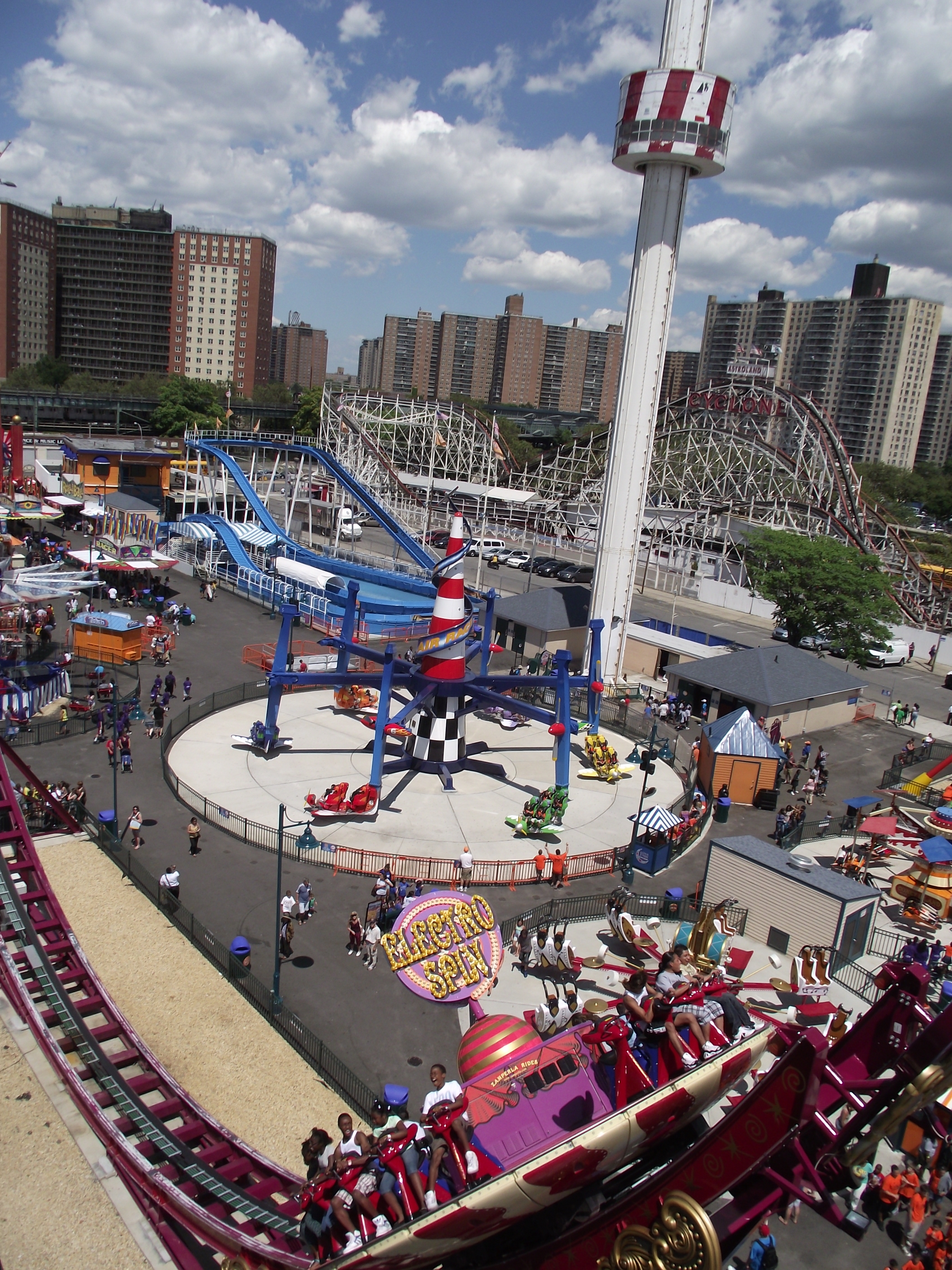
Veduta della zona prossima all'ingresso
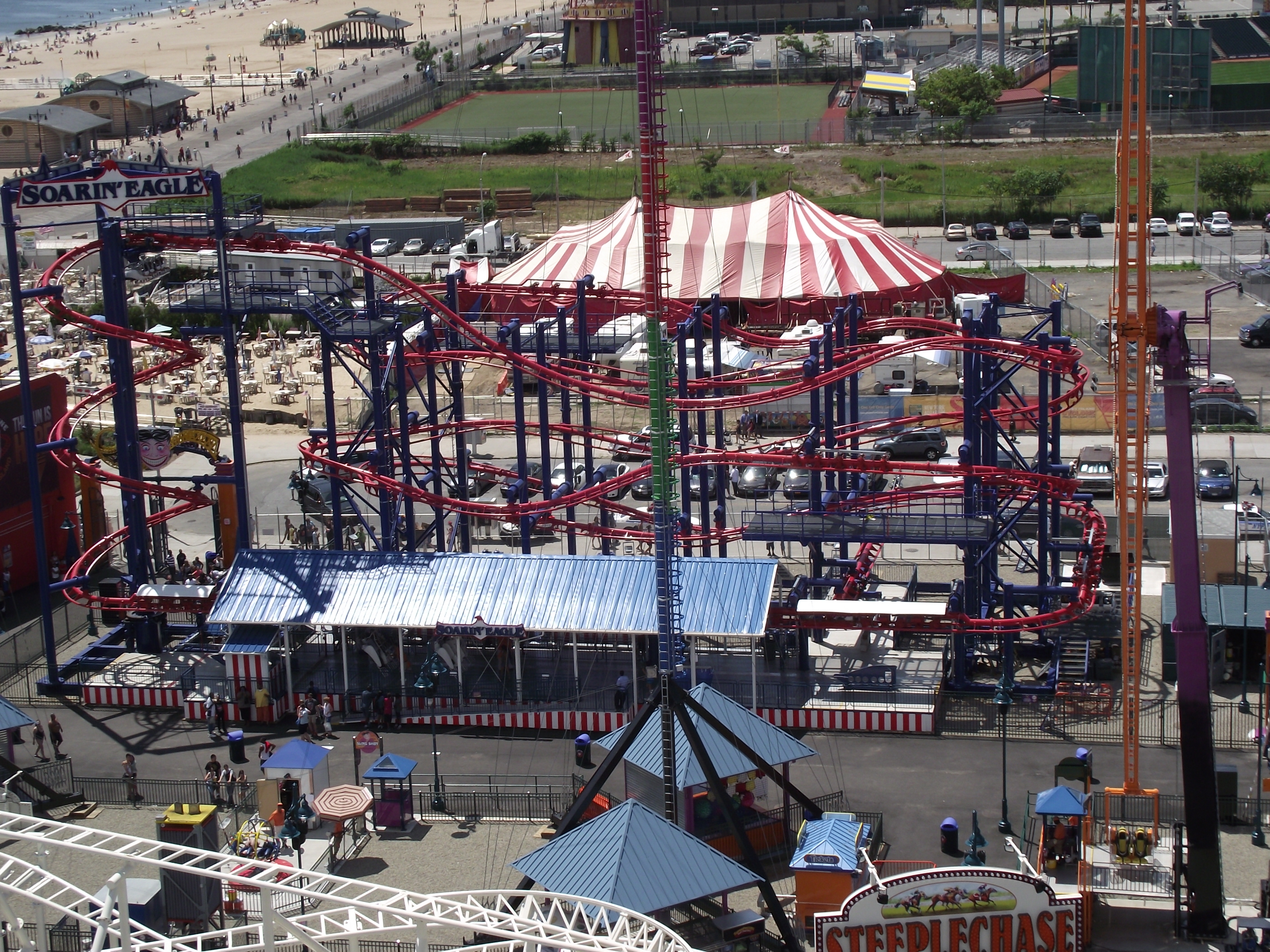
Soaring Eagle
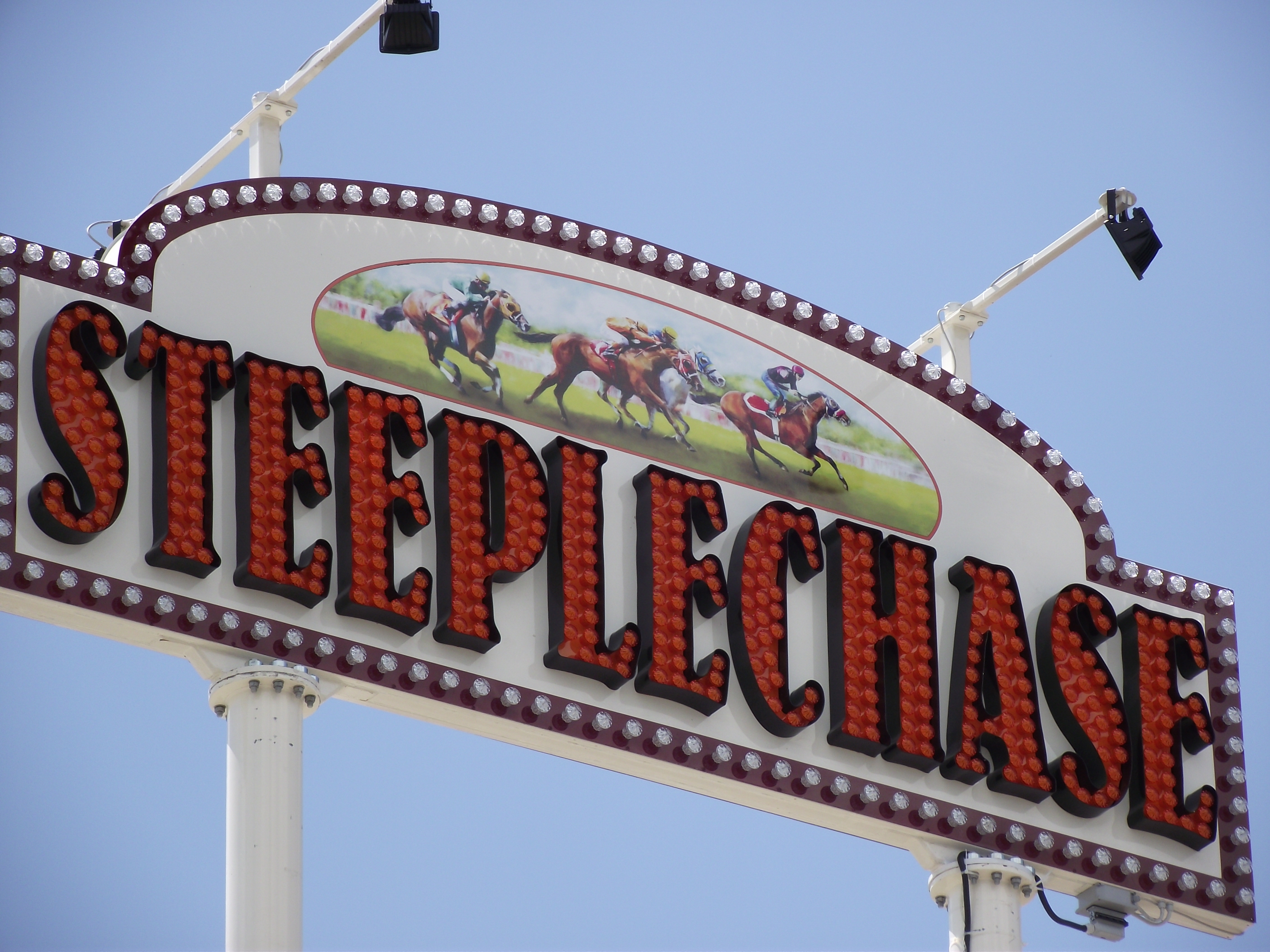
Steeplechase
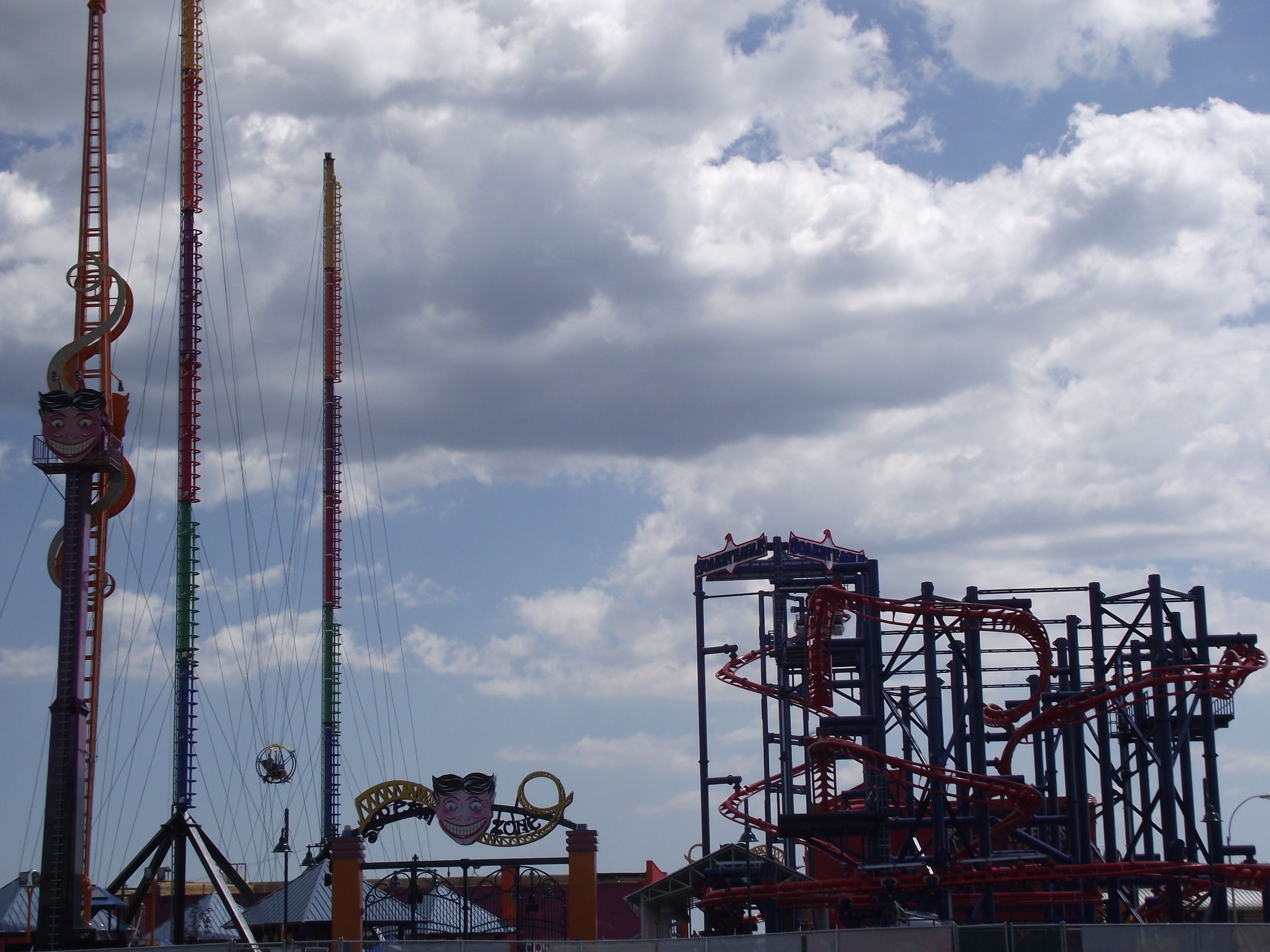
La scream zone, la zona delle urla, i rollercoster più veloci
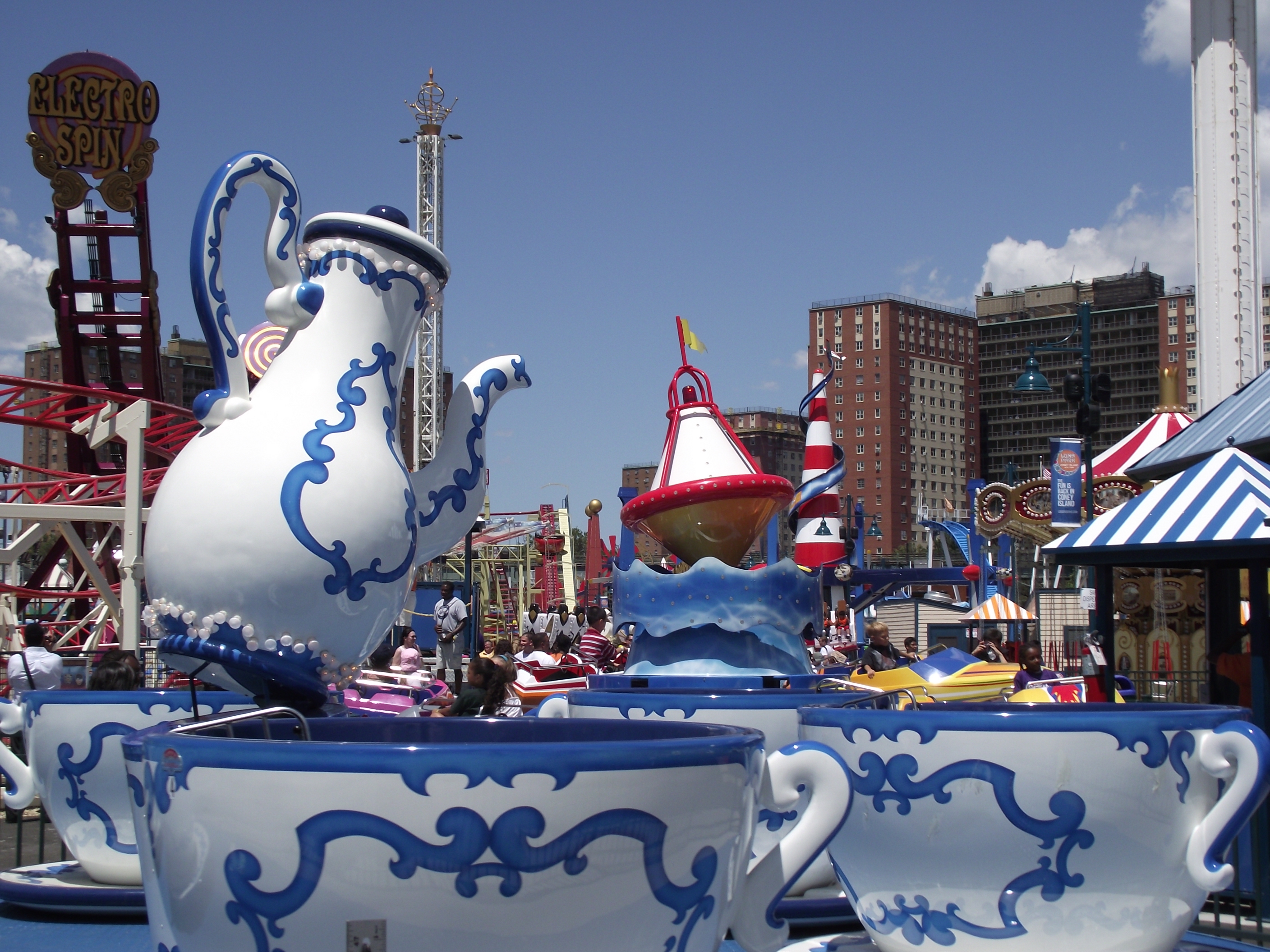
Tea Party

## Altri Luna Park
Sulla scia del successo di Luna Park, altri parchi vennero aperti in tutte le parti del mondo utilizzando lo stesso celebre nome. In particolare, il costruttore Frederick Ingersoll aprì sia negli Stati Uniti che in Australia molti parchi, al punto da chiamarli per un breve periodo "Ingersoll Luna Park". In Turchia ed in Italia Luna Park indica qualsiasi parco di divertimento a tema o meno.